# Tumba francesa
La tumba francesa est un type de danse, chant et de jeu de tambour cubain. Cette manifestation culturelle cubaine est originaire de Guantanamo dont la présence à Cuba date de la fin du XVIIe siècle. C'est le résultat des sociétés récréatives et d'entraide des noirs, un phénomène musical et social connu sous le nom de tumba francesa qui ont été créées à la suite de l'émigration forcée des colons français et de leurs dotations en esclaves avant la puissante Révolution haïtienne. Le genre a prospéré à la fin du XIXe siècle avec la création de sociedades de tumba francesa (sociétés de tumba francesa), dont seulement trois survivent.

## Historique
Tumba Francesa signifie littéralement tambour français et est une tradition de danses et de chants qui est apparue avec l'arrivée à Cuba de propriétaires fonciers français qui, depuis la Révolution haïtienne de 1791, se sont enfuis de leur pays avec leurs esclaves.  L'explication nous est donnée par Alejo Carpentier, dans  La Musique à Cuba : le 14 août 1791, Haïti n'existe pas encore. Française, l'île entière a pour nom Saint-Domingue. Au son des tambours vaudous, embrasée par la Révolution française, la révolte des esclaves explose, provoquant l'exil des premiers planteurs. En 1794, la Convention abolit l'esclavage dans les colonies. Environ 30 000 colons français fuient vers Cuba, souvent accompagnés de ceux qui veulent encore les suivre, esclaves domestiques et main-d’œuvre importée d'Afrique.
Plusieurs d'entre eux se sont réfugiés dans des zones de l'est cubain, principalement dans les secteurs de Santiago de Cuba et de Guantánamo, et d'autres régions situées dans le centre de l'île comme Cienfuegos et Matanzas,,.
Les propriétaires émigrants d'origine française ont pratiqué un traitement plus humain à leurs esclaves, en diminuant les punitions corporelles, en leur permettant la pratique de leurs traditions haïtiennes, spécialement les danses et fêtes, et en favorisant le rachat de leur liberté.
La tumba francesa se distingue d'autres danses africaines par les vêtements que portent les danseurs (châles fins, mouchoirs de soie, colliers...) et par le style de danse, dont les mouvements suivent ceux des danses de salon, où la femme et l'homme se déplacent avec cadence, douceur et élégance, sans lever les pieds du sol.
Beaucoup d'esclaves ont obtenu leur liberté et se sont organisés en différentes sociétés, parmi lesquelles on trouve celle apparue le 24 février 1862 sous le nom de Société de Tumba francesa Lafayette, en honneur au général français. Dans toute la région de Guantanamo, plus de douze de ces sociétés ont été créées, dont la Sociedad Santa Catalina de Riccis ou encore celle de Pompadour. De ces sociétés artistiques, seules trois survivent sur l'île : La Caridad de Oriente, de Santiago de Cuba ; Bejuco, de Sagua de Tánamo, à Holguín ; et Pompadour-Santa Catalina de Ricci, à Guantanamo. 
Les représentations s’ouvrent généralement par un solo en patois espagnol ou français (ou créole) interprété par le chanteur principal, le composé. À son signal le catá, un grand idiophone en bois, entame un rythme endiablé repris par trois tambours appelés tumbas. Ces instruments frappés à la main, ressemblant aux congas modernes avec un diamètre plus large, sont fabriqués dans un morceau de bois creux d’un seul tenant et ornés de motifs gravés et peints.
Les trois tambours sont nommés tambú ou bulá :
- tambour premier (mamier ou premier bulá ou redublé) est le tambour principal au son aigu ; joué par le momamier ;
- le second bulá (secondier, bébé, catá cantora, ou maruga), de taille plus petite, est joué par le bulayé ;
- la Tambora ou requinto joue les rythmes mazón, et tahona ou tajona (ancienne forme du défilé carnavalesque d'oriente).

Les danses sont exécutées sous la direction du Mayor de Plaza. Des pas de cette danse ont pour nom babú, grasimá, jubá, masón.
Danseurs et chanteurs, principalement des femmes, portent de longues robes de style colonial avec sur la tête des foulards africains et dans la main des écharpes colorées. Les chanteurs soutiennent le rythme avec des hochets en métal (chachás). Les représentations consistent en des séquences de chansons et de danses de 30 minutes, se prolongeant généralement tard dans la nuit. Aujourd’hui, seuls deux des nombreux styles de danse de Tumba Francesa sont encore régulièrement exécutés : le masón, parodie espiègle des danses de salon françaises et la yubá, danse improvisée sur des rythmes de tambour frénétiques. La popularité de la Tumba Francesa a atteint son apogée à la fin du XIXe siècle. Jusqu’à aujourd’hui, cette tradition culturelle a su préserver ses valeurs fondamentales et trois ensembles continuent à la maintenir vivante.
En novembre 2003, la société « Caridad de oriente » a été déclarée par l'UNESCO Chef-d'œuvre du patrimoine culturel immatériel de l'humanité.

## Enregistrements
Contrairement aux autres genres musicaux afro-cubains, la tumba francesa reste peu documentée en termes d'enregistrements[réf. nécessaire]. Le LP 1976 Antología de la música afrocubana VII, produit par Danilo Orozco et publié par Areito, présente une variété de tuques yubá et masón,,.